# Muscoli spinoappendicolari
Nell'anatomia umana i muscoli spinoappendicolari (o muscoli del piano superficiale) sono i muscoli del dorso più superficiali.

## Classificazione
I muscoli spinoappendicolari sono in numero di cinque e si dispongono in due e strati:
- Il primo strato comprende   il muscolo trapezio e il muscolo grande dorsale;
- Il secondo strato comprende il muscolo piccolo romboide, il muscolo grande romboide e il muscolo elevatore della scapola.

## Innervazione
Il muscolo trapezio è innervato dal nervo accessorio e da rami del plesso cervicale, tutti gli altri muscoli spinoappendicolari sono innervati da rami del plesso brachiale.